# Coffee Break
Coffee Break è un programma televisivo italiano di genere talk show, in onda dal 2011 tutti i giorni (in seguito solo dal lunedì al sabato) dalle 9:40 alle 11:00 su LA7.
È curato e condotto da Andrea Pancani, mentre la redazione è coordinata da Annagrazia Martino. Il programma si è sempre avvalso della collaborazione del meteorologo Paolo Sottocorona.

## Il programma
Il programma si occupa di politica, di economia, di lavoro, di medicina, di consumi, attraverso inchieste, interviste, collegamenti e dibattito in diretta con ospiti in studio.
Tra il 2011 ed il 2015 il programma è stato condotto da Tiziana Panella (affiancata fino alla stagione 2012-2013 da Enrico Vaime) poi approdata alla conduzione della trasmissione pomeridiana Tagadà. Da settembre 2015 la conduzione è affidata ad Andrea Pancani.
Il programma è realizzato dalla testata giornalistica del TG LA7. La sigla del programma è la colonna sonora di WALL•E di Thomas Newman tratta dall'omonimo film. Il logo e la sigla sono stati realizzati da Alberto Traverso.

## Edizioni
| Edizione | Periodo           | Periodo        | Conduzione      | Conduzione      | Conduzione      |
| Edizione | Inizio            | Fine           | Conduzione      | Conduzione      | Conduzione      |
| -------- | ----------------- | -------------- | --------------- | --------------- | --------------- |
| 1ª       | 3 ottobre 2011    | 22 giugno 2012 | Tiziana Panella | Tiziana Panella | Enrico Vaime    |
| 2ª       | 24 settembre 2012 | 21 giugno 2013 | Tiziana Panella | Tiziana Panella | Enrico Vaime    |
| 3ª       | 16 settembre 2013 | 20 giugno 2014 | Tiziana Panella | Tiziana Panella | -               |
| 4ª       | 15 settembre 2014 | 19 giugno 2015 | Tiziana Panella | Tiziana Panella | -               |
| 5ª       | 14 settembre 2015 | 24 giugno 2016 | Andrea Pancani  | Flavia Fratello | Marco Piccaluga |
| 6ª       | 12 settembre 2016 | 30 giugno 2017 | Andrea Pancani  | Flavia Fratello | Marco Piccaluga |
| 7ª       | 11 settembre 2017 | 8 giugno 2018  | Andrea Pancani  | Flavia Fratello | Marco Piccaluga |
| 8ª       | 10 settembre 2018 | 28 giugno 2019 | Andrea Pancani  | Flavia Fratello | Marco Piccaluga |
| 9ª       | 2 settembre 2019  | 19 giugno 2020 | Andrea Pancani  | Flavia Fratello | Marco Piccaluga |
| 10ª      | 7 settembre 2020  | 11 giugno 2021 | Andrea Pancani  | Flavia Fratello | Marco Piccaluga |
| 11ª      | 6 settembre 2021  | 17 giugno 2022 | Andrea Pancani  | Flavia Fratello | Marco Piccaluga |
| 12ª      | 5 settembre 2022  | 16 giugno 2023 | Andrea Pancani  | Flavia Fratello | Marco Piccaluga |
| 13ª      | 11 settembre 2023 | 31 luglio 2024 | Andrea Pancani  | Flavia Fratello | Marco Piccaluga |
| 14ª      | 9 settembre 2024  | in corso       | Andrea Pancani  | Flavia Fratello | Marco Piccaluga |

## Audience
La puntata più seguita risulta essere quella del 22 aprile 2013, che ottenne 601.000 spettatori e l'11,35% di share.
Di seguito si riportano gli ascolti medi delle varie stagioni:
| Edizione | Rete televisiva | Anno      | Programmazione | Programmazione | Programmazione | Programmazione | Programmazione | Programmazione | Programmazione | Collocazione | Telespettatori | Share |
| Edizione | Rete televisiva | Anno      | L              | M              | M              | G              | V              | S              | D              | Collocazione | Telespettatori | Share |
| -------- | --------------- | --------- | -------------- | -------------- | -------------- | -------------- | -------------- | -------------- | -------------- | ------------ | -------------- | ----- |
| 1ª       | LA7             | 2011-2012 |                |                |                |                |                |                |                | Day-time     | 172.000        | 3,75% |
| 2ª       | LA7             | 2012-2013 | 297.000        | 5,75%          |                |                |                |                |                | Day-time     |                |       |
| 3ª       | LA7             | 2013-2014 | 264.000        | 5,52%          |                |                |                |                |                | Day-time     |                |       |
| 4ª       | LA7             | 2014-2015 | 218.000        | 4,42%          |                |                |                |                |                | Day-time     |                |       |
| 5ª       | LA7             | 2015-2016 | 199.000        | 4,10%          |                |                |                |                |                | Day-time     |                |       |
| 6ª       | LA7             | 2016-2017 | 217.000        | 5,12%          |                |                |                |                |                | Day-time     |                |       |
| 7ª       | LA7             | 2017-2018 | 244.000        | 4,40%          |                |                |                |                |                | Day-time     |                |       |
| 8ª       | LA7             | 2018-2019 |                |                |                |                |                |                |                | Day-time     |                |       |
| 9ª       | LA7             | 2019-2020 |                |                |                |                |                |                |                | Day-time     |                |       |
| 10ª      | LA7             | 2020-2021 |                |                |                |                |                |                |                | Day-time     |                |       |
| 11ª      | LA7             | 2021-2022 |                |                |                |                |                |                |                | Day-time     |                |       |
| 12ª      | LA7             | 2022-2023 |                |                |                |                |                |                |                | Day-time     |                |       |
| 13ª      | LA7             | 2023-2024 |                |                |                |                |                |                |                | Day-time     |                |       |
| 14ª      | LA7             | 2024-2025 |                |                |                |                |                |                |                | Day-time     |                |       |

## Spin-off del programma

### Coffee Break Sabato
È il titolo della trasmissione nelle puntate del sabato.

### Coffee Break Estate
Versione estiva del programma con la conduzione di Marco Piccaluga. Nel corso degli anni è stato condotto anche da Paola Mascioli, Flavia Fratello e Fabio Angelicchio.